# Șelaru (Dâmbovița)
Pour les articles homonymes, voir Șelaru.
Șelaru est une commune du județ de Dâmbovița en Roumanie.